# Mailbot
 (février 2023).
Si vous disposez d'ouvrages ou d'articles de référence ou si vous connaissez des sites web de qualité traitant du thème abordé ici, merci de compléter l'article en donnant les références utiles à sa vérifiabilité et en les liant à la section « Notes et références ».
Un Mailbot est un logiciel qui envoie du courrier électronique de façon automatique, sans intervention humaine.
Exemple : Majordomo.
Ces logiciels sont utilisés par les spammeurs.